# Chalodeta chaonitis
Espèce
Chalodeta chaonitis est un insecte lépidoptère appartenant à la famille  des Riodinidae et au genre Chalodeta.

## Dénomination
Chalodeta chaonitis a été décrit par William Chapman Hewitson en 1866 sous le nom de Charis chaonitis.

### Noms vernaculaires
Il se nomme Chaonitis Metalmark ou Orange-stitched Metalmark en anglais,.

## Description
Chalodeta chaonitis est de couleur verte avec une partie basale marron et une bordure ocre avec deux fines lignnes métallisées et entre elle une ligne submarginale de marques marron.

## Biologie

### Plante hôte
La plante hôte de sa chenille est Miconia longifolia.

## Écologie et distribution
Chalodeta chaonitis est  présent au Mexique, en  Équateur, en Guyana, en Guyane, à Trinité-et-Tobago et au Brésil.

### Biotope
Il réside dans la forêt tropicale à l'est des Andes.